# Caru
Caru (em haúça: Karu) é uma cidade e área de governo local da Nigéria situada no estado de Nassaraua. Possui área de 2 640 quilômetros quadrados e segundo censo de 2006 havia 205 477 habitantes.